# Stimmkreis München-Hadern

Stimmkreise in München (seit 2018)

Der Stimmkreis München-Hadern (Stimmkreis 101) ist einer der neun Stimmkreise der Stadt München bei Wahlen zum Bayerischen Landtag und zum Bezirkstag von Oberbayern. Er gehört zum Wahlkreis Oberbayern und umfasst seit der Landtagswahl 2018 die Stadtbezirke 7 (Sendling-Westpark) und 20 (Hadern), aus dem Stadtbezirk 19 (Thalkirchen-Obersendling-Forstenried-Fürstenried-Solln) die Stadtbezirksviertel 19.32, 19.33, 19.35 (Teile von Forstenried) und 19.41 bis 19.44 (Fürstenried) sowie aus dem Stadtbezirk 25 (Laim) die Stadtbezirksviertel 25.11 bis 25.15 (Friedenheim) und 25.24 sowie die nicht zum Stimmkreis München-Pasing gehörenden Teile der Stadtbezirksviertel 25.21, 25.23 und 25.28 (Teile von St. Ulrich). Wahlberechtigt waren 2018 bei der Landtagswahl 100.904 Einwohner.
Der Stimmkreis wurde zur Landtagswahl 2003 aus Teilen der aufgelösten Stimmkreise München-Altstadt (Altstadt, Isarvorstadt, Ludwigsvorstadt, Schwanthalerhöhe), München-Laim (Hadern) und München Solln (Sendling-Westpark, Forstenried, Fürstenried) als Stimmkreis München-Altstadt-Hadern neu gebildet. Zur Landtagswahl 2013 wurden das Gebiet der Altstadt und der Isarvorstadt an den Stimmkreis München-Schwabing abgegeben und der Name in Stimmkreis München-Hadern geändert. Zur Landtagswahl 2018 wurden die Ludwigsvorstadt und die Schwanthalerhöhe an den neuen Stimmkreis München-Mitte abgegeben und im Gegenzug Teile von Laim vom Stimmkreis München-Moosach übernommen.

## Landtagswahl 2023
Zur Landtagswahl 2023 traten folgende Parteien und Direktkandidaten im Stimmkreis München-Hadern an und erzielten folgende Ergebnisse:
| Nr. | Direktkandidat           | Partei           | Erststimmen in % | Gesamtstimmen in % |
| --- | ------------------------ | ---------------- | ---------------- | ------------------ |
| 1   | Georg Eisenreich         | CSU              | 32,5             | 31,6               |
| 2   | Florian Siekmann         | GRÜNE            | 28,2             | 28,1               |
| 3   | Loraine Bender-Schwering | Freie Wähler     | 6,7              | 7,0                |
| 4   | Christian Unzner         | AfD              | 7,9              | 7,9                |
| 5   | Micky Wenngatz           | SPD              | 12,0             | 12,1               |
| 6   | Laura Reif               | FDP              | 3,9              | 4,2                |
| 7   | Erich Utz                | LINKE            | 1,9              | 1,9                |
| 8   | Mario Gafus              | BP               | 0,5              | 0,5                |
| 9   | Stefan Massonet          | ÖDP              | 1,7              | 1,7                |
| 10  | Tobias Bauernfeind       | Die PARTEI       | 1,1              | 1,1                |
| 11  | Andrea Müller            | Tierschutzpartei | 1,2              | 1,1                |
| 12  | -                        | V-Partei³        | -                | 0,1                |
| 13  | Michael Landgraf         | PdH              | 0,4              | 0,4                |
| 14  | Firas Abdellativ         | dieBasis         | 0,7              | 0,7                |
| 15  | Massimo Ferraro          | Volt             | 1,5              | 1,5                |

## Landtagswahl 2018
Die Wahlbeteiligung der 100.904 Wahlberechtigten im Stimmkreis betrug 71,7 Prozent. Das Direktmandat ging an Georg Eisenreich (CSU). Daneben wurde der Grünen-Kandidat Florian Siekmann über die Bezirksliste seiner Partei gewählt.
| Direktkandidat      | Partei                        | Erststimmen | Gesamtstimmen | Gesamtstimmen ggü. 2008 (%p) |
| ------------------- | ----------------------------- | ----------- | ------------- | ---------------------------- |
| Georg Eisenreich    | CSU                           | 28,8 %      | 28,0 %        | −11,5 %                      |
| Florian Siekmann    | GRÜNE                         | 26,9 %      | 27,6 %        | +17,7 %                      |
| Micky Wenngatz      | SPD                           | 13,2 %      | 12,9 %        | −19,4 %                      |
| Sabrina Böcking     | FDP                           | 7,6 %       | 7,5 %         | +3,1 %                       |
| Misha Bößenecker    | AfD                           | 7,2 %       | 7,2 %         | X                            |
| Linus Springer      | FREIE WÄHLER                  | 6,2 %       | 6,6 %         | +2,1 %                       |
| Wolfgang Seidel     | DIE LINKE                     | 4,8 %       | 4,8 %         | +2,5 %                       |
| Michael Schabl      | ÖDP                           | 1,8 %       | 1,7 %         | ±0,0 %                       |
| Alexander Müller    | BP                            | 1,2 %       | 1,1 %         | −1,0 %                       |
| Meike Jannicke      | Tierschutz                    | 0,9 %       | 0,9 %         | X                            |
| Jonathan Babelotzky | PIRATEN                       | 0,7 %       | 0,6 %         | −1,7                         |
| Marion Ellen        | mut                           | 0,5 %       | 0,5 %         | X                            |
| Kein Direktkandidat | Die Partei                    | X           | 0,3 %         | X                            |
| Aneta Rober         | V-Partei³                     | 0,2 %       | 0,2 %         | X                            |
| Klaus-Jürgen Werner | Liberal-Konservative Reformer | 0,1 %       | 0,1 %         | X                            |
| Kein Direktkandidat | Die Humanisten                | X           | 0,1 %         | X                            |
| Kein Direktkandidat | Gesundheitsforschung          | X           | 0,1 %         | X                            |

## Landtagswahl 2013
Zur Landtagswahl 2013 erhielt der Stimmkreis den neuen Namen „München-Hadern“ und umfasste nach Gebietsänderungen gegenüber 2008 die Münchner Stadtbezirke 7, 8 und 20, aus dem Stadtbezirk 2 die Stadtbezirksviertel 2.71 bis 2.74 und 2.81 bis 2.84 sowie aus dem Stadtbezirk 19 die Stadtbezirksviertel 19.32, 19.33, 19.35 und 19.41 bis 19.44. Die Wahlbeteiligung der 105.191 Wahlberechtigten im Stimmkreis betrug 63,6 Prozent, bei einem Landesdurchschnitt von 63,9 Prozent war dies landesweit Rang 43 unter 90 Stimmkreisen. Das Direktmandat ging an Georg Eisenreich (CSU).
| Direktkandidat      | Partei       | Erststimmen | Gesamtstimmen | Gesamtstimmen ggü. Landeswert (%p) | Gesamtstimmen ggü. 2008 (%p) |
| ------------------- | ------------ | ----------- | ------------- | ---------------------------------- | ---------------------------- |
| Georg Eisenreich    | CSU          | 37,5 %      | 37,4 %        | −10,3 %                            | +4,9 %                       |
| Andreas Lotte       | SPD          | 31,0 %      | 32,9 %        | +12,3 %                            | +5,1 %                       |
| Sascha Freitag      | FREIE WÄHLER | 4,5 %       | 4,2 %         | −4,8 %                             | +0,2 %                       |
| Florian Kraus       | GRÜNE        | 11,9 %      | 11,4 %        | +2,8 %                             | −2,8 %                       |
| Daniel Föst         | FDP          | 4,6 %       | 4,7 %         | +1,4 %                             | −7,3 %                       |
| Erich Utz           | DIE LINKE    | 2,6 %       | 2,4 %         | +0,3 %                             | −3,0 %                       |
| Thomas Prudlo       | ÖDP          | 1,9 %       | 1,7 %         | −0,3 %                             | +0,7 %                       |
| Stanislav Kolar     | REP          | 0,5 %       | 0,5 %         | −0,5 %                             | +0,0 %                       |
| Andreas Gmeinwieser | BP           | 2,4 %       | 2,0 %         | −0,1 %                             | +0,5 %                       |
| Kein Direktkandidat | BüSo         | X           | 0,0 %         | X                                  | X                            |
| Maria Frank         | DIE FREIHEIT | 0,5 %       | 0,5 %         | X                                  | X                            |
| Tobias Grömcke      | PIRATEN      | 2,6 %       | 2,4 %         | +0,4 %                             | X                            |

## Landtagswahl 2008
Im Stimmkreis waren bei der Landtagswahl 2008 132.150 Personen wahlbeteiligt. Die Wahlbeteiligung lag bei 56,7 %. Die Wahl hatte folgendes Ergebnis:
| Direktkandidat      | Partei                | Erststimmen in % | Gesamtstimmen in % | Veränderung der Gesamtstimmen im Vergleich zur Landtagswahl 2003 in % |
| ------------------- | --------------------- | ---------------- | ------------------ | --------------------------------------------------------------------- |
| Georg Eisenreich    | CSU                   | 30,6             | 30,4               | - 17,5                                                                |
| Ludwig Wörner       | SPD                   | 27,8             | 27,6               | - 1,8                                                                 |
| Theresa Schopper    | Bündnis 90/Die Grünen | 15,6             | 16,5               | + 1,7                                                                 |
| Jürgen Lochbihler   | Freie Wähler          | 3,7              | 3,7                | + 2,7                                                                 |
| Annette Bulfon      | FDP                   | 12,9             | 12,5               | + 8,9                                                                 |
| Josef Näher         | REP                   | 0,4              | 0,4                | - 0,5                                                                 |
| Markus Hollemann    | ödp                   | 1,1              | 1,0                | - 0,2                                                                 |
| Andreas Gmeinwieser | BP                    | 1,5              | 1,4                | + 0,8                                                                 |
| -                   | BüSo                  | -                | -                  | - 0,1                                                                 |
| -                   | BB                    | -                | -                  | - 0,1                                                                 |
| Fritz Schmalzbauer  | LINKE                 | 5,6              | 5,5                | + 5,5                                                                 |
| Ingrid Wagner       | VIOLETTE              | 0,3              | 0,4                | + 0,4                                                                 |
| Renate Werlberger   | NPD                   | 0,6              | 0,6                | + 0,6                                                                 |
| -                   | RRP                   | -                | -                  | -                                                                     |

## Landtagswahl 2003
Bei der Wahl am 21. September 2003 errang Georg Eisenreich (CSU) das Direktmandat im Stimmkreis 101 mit 47,2 Prozent der Erststimmen. Nächstplatzierter war der SPD-Direktkandidat Ludwig Wörner mit 29,5 Prozent der Erststimmen. Bei den Gesamtstimmen des Stimmkreises (Erst- und Zweitstimmen zusammen) erreichte die CSU 47,9 Prozent, die SPD 29,3 Prozent, Grüne 14,8 Prozent und die FDP 3,6 Prozent.

## Landtagswahl 1998
Bei der Landtagswahl 1998 erzielte die CSU im Stimmkreis 45,6 Prozent der Gesamtstimmen (Erst- und Zweitstimmen zusammen), die SPD 33,1 Prozent, Grüne 11,4 Prozent und die FDP 2,5 Prozent.